# 吉川郵便局
吉川郵便局（よしかわゆうびんきょく）
- 埼玉県吉川市にある郵便局。本記事にて記述する。
- 新潟県上越市にある郵便局。局番号は12131。
- 広島県世羅郡世羅町にある郵便局。局番号は51064。
- 福井県鯖江市にある郵便局。局番号は33138。
- 岡山県加賀郡吉備中央町にある郵便局。局番号は54215。
- 高知県香南市にある郵便局。局番号は64182。
- 福岡県宮若市にある郵便局。局番号は74277。

吉川簡易郵便局（よしかわかんいゆうびんきょく）
- 京都府亀岡市にある簡易郵便局。局番号は44717。

吉川郵便局（よしかわゆうびんきょく）は埼玉県吉川市にある郵便局。民営化前の分類では集配普通郵便局であった。

## 概要
住所：〒342-8799 埼玉県吉川市保1-32-1

## 沿革
- 1879年（明治12年）12月1日 - 平沼（ひらぬま）郵便局（五等）として開設[1]。
- 1885年（明治18年）10月1日 - 貯金取扱を開始。
- 1892年（明治25年）2月1日 - 為替取扱を開始。
- 1892年（明治25年）4月16日 - 吉川郵便局に改称。
- 1967年（昭和42年）8月22日 - 流山郵便局から、和文電報配達業務の一部[2]を移管[3]。
- 1968年（昭和43年）10月22日 - 電話交換業務を越谷電報電話局に移管。
- 1981年（昭和56年）10月21日 - 和文電報配達業務を越谷電報電話局に移管。
- 1985年（昭和60年）8月1日 - 特定郵便局から普通郵便局に局種別改定。
- 1992年（平成4年）10月19日 - 北葛飾郡吉川町吉川から同町保に移転。
- 1999年（平成11年） - 外国通貨の両替および旅行小切手の売買に関する業務取扱を開始。
- 2006年（平成18年）10月23日 -松伏郵便局から集配業務を移管[4]。
- 2007年（平成19年）10月1日 - 民営化に伴い、併設された郵便事業吉川支店に一部業務を移管。
- 2012年（平成24年）10月1日 - 日本郵便株式会社発足に伴い、郵便事業吉川支店を吉川郵便局に統合。

## 取扱内容
- 郵便、印紙、ゆうパック、内容証明
- 貯金、為替、振替、振込、国際送金、外貨両替・トラベラーズチェック、国債、投資信託
- 生命保険、バイク自賠責保険、自動車保険
- ゆうちょ銀行ATM
- 吉川市内および北葛飾郡松伏町内の集配業務
- ゆうゆう窓口

## 周辺
- イオンレイクタウン
- 二郷半領用水
- 中川

## アクセス
- JR武蔵野線 吉川駅（北口）から徒歩約10分
- 東武バスセントラル、朝日バス、茨急バス 中野尻停留所もしくは保第二公園停留所下車
- 東武バスセントラル、タローズバス 新道橋停留所下車
- 常磐自動車道 三郷IC、東京外環自動車道 外環三郷西ICからそれぞれ北へ約5km
- 駐車場あり：19台